# Epinephelus radiatus
Epinephelus radiatus, thường được gọi là cá mú dải xiên, là một loài cá biển thuộc chi Epinephelus trong họ Cá mú. Loài này được mô tả lần đầu tiên vào năm 1868. Một số nhà ngư học đã đề xuất xếp loài này vào chi Mycteroperca.

## Phân bố và môi trường sống
E. radiatus có phạm vi phân bố rải rác ở Ấn Độ Dương và Thái Bình Dương. Loài này được tìm thấy ở các vị trí sau: phía nam Biển Đỏ; phía đông bắc Oman và phía nam Yemen; phía tây nam đảo Madagascar và các hòn đảo xung quanh; phía nam Ấn Độ và Sri Lanka; quần đảo Chagos; quần đảo Andaman và Nicobar; đảo Đài Loan và Hồng Kông; quần đảo Ryukyu và miền nam Nhật Bản; đảo Timor; vùng biển phía bắc Úc. Cá trưởng thành sống xung quanh các rạn san hô và các bãi đá ngầm ở độ sâu khoảng từ 20 đến 383 m; cá con sống ở vùng nước nông hơn.

## Mô tả
E. radiatus trưởng thành có chiều dài cơ thể lớn nhất được ghi nhận là 70 cm. Thân thuôn dài, hình bầu dục. Đầu và thân có màu nâu vàng đến nâu xám với 5 dải xiên màu nâu nhạt viền đen: dải thứ nhất trên gáy, dải thứ hai, thứ ba, thứ tư từ vây lưng trải dài xuống thân, dải cuối cùng trên cuống đuôi. Thân có nhiều chấm nâu rải rác. Cá con tương tự với cá trưởng thành. Đuôi bo tròn.
Số gai ở vây lưng: 11; Số tia vây mềm ở vây lưng: 13 - 15; Số gai ở vây hậu môn: 3; Số tia vây mềm ở vây hậu môn: 8; Số tia vây mềm ở vây ngực: 17 - 18; Số vảy đường bên: 52 - 66.
Thức ăn của E. radiatus là các loài cá nhỏ hơn, động vật thân mềm và động vật giáp xác. Chúng có thể bơi thành đàn lên đến khoảng 50 - 100 cá thể. Chúng được đánh bắt trong nghề cá thương mại quy mô nhỏ.